# کاتاژنا ووژنیاک
کاتاژنا ووژنیاک (انگلیسی: Katarzyna Woźniak؛ زادهٔ ۵ اکتبر ۱۹۸۹) اسکیت‌باز سرعت اهل لهستان است.